# Амплітудна модуляція

Демонстрація накладення низьких частот на сигнал-носій (високочастотний). Амплітудна (AM) і частотна (FM) модуляції.

Ампліту́дна модуля́ція (АМ) — вид модуляції, при якій параметром сигналу-носія, що змінюється, є амплітуда його коливань.

## Застосування врадіотехніці
Перші досліди передачі мови і музики за допомогою радіохвиль методом амплітудної модуляції виконав у 1906 році американський інженер Р. Фессенден. У його дослідах опорний сигнал радіопередавача з частотою 50 кГц вироблявся електромашинним генератором (альтернатором), а для його модуляції між генератором і антеною включався вугільний мікрофон, що змінював загасання сигналу в колі.
З 1920 року замість електромашинних генераторів для генерації опорного сигналу почали використовувати генератори на електронних лампах. У другій половині 1930-х років, з освоєнням ультракоротких хвиль, амплітудна модуляція поступово почала витіснятися з радіомовлення та радіозв'язку з частотною модуляцією на цих хвилях.
З середини XX століття в службовому та аматорському радіозв'язку на всіх частотах почали застосовувати модуляцію з однією бічною смугою (SSB), яка має ряд важливих переваг перед АМ, головна з яких — звуження у 2 рази смуги частот радіосигналу. У зв'язку з цим пропонувалося перевести на SSB і масове радіомовлення, однак це вимагало б заміни всіх радіомовних приймачів на більш складні і дорогі, тому це не було здійснено.
Наприкінці XX століття почався перехід до цифрового радіомовлення з використанням сигналів з амплітудною маніпуляцією.

## Визначення
Нехай
- {\displaystyle \scriptstyle S(t)} — інформаційний сигнал, {\displaystyle \scriptstyle |S(t)|<1},
- {\displaystyle \scriptstyle U_{c}(t)} — опорний сигнал.

Тоді амплітудно-модульований сигнал {\displaystyle \scriptstyle U_{\text{am}}(t)} може бути записаний таким чином:
{\displaystyle U_{\text{am}}(t)=U_{c}(t)[1+mS(t)].\qquad \qquad (1)}
Тут {\displaystyle \scriptstyle m} — деяка константа, що називається коефіцієнтом модуляції. Формула (1) описує носійний сигнал {\displaystyle \scriptstyle U_{c}(t)}, промодульований за амплітудою сигналом {\displaystyle \scriptstyle S(t)} з коефіцієнтом модуляції {\displaystyle \scriptstyle m}. Передбачається також, що виконані умови:
{\displaystyle |S(t)|<1,\quad 0<m\leqslant 1.\qquad \qquad (2)}
Виконання умов (2) необхідне для того, щоб вираз у квадратних дужках в (1) завжди був позитивним. Якщо цей вираз стає від'ємним — він може приймати від'ємні значення в деякий моменти часу — то має місце так звана перемодуляція. Прості демодулятори (типу квадратичного детектора) демодулюють такий сигнал із сильними спотвореннями.